# Marmite

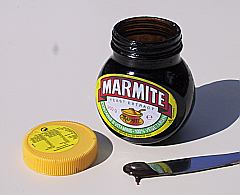
En burk Marmite.

Marmite är ett varumärke på smörgåspålägg, påhittat av tysken Justus von Liebig för att produceras och säljas i England. Marmite tillverkas för närvarande av Unilever. Produkten är mycket salt och görs av biprodukter (jästextrakt) från öltillverkning.
Pålägget skapades 1902 i England, där det genom en marknadsföring som hävdade stor näringsmässig nyttighet blev, och är, ett av de mest populära påläggen. Marmites speciella smak har gjort att åsikterna går starkt isär om hur välsmakande det är, och detta hat-kärlek-mottagande har även på senare år utnyttjats i marknadsföringen.
I Sverige säljs Marmite främst i butiker specialiserade på engelska matvaror. En australisk motsvarighet kallas Vegemite.